# Ashby by Partney
Ashby by Partney är en by i civil parish Ashby with Scremby, i distriktet East Lindsey, i grevskapet Lincolnshire, i England. Byn är belägen 3 km från Spilsby. Ashby by Partney var en civil parish fram till 1987 när blev den en del av Ashby with Scremby. Civil parish hade 64 invånare år 1961. Byn nämndes i Domedagsboken (Domesday Book) år 1086, och kallades då Aschebi.